# 德州電鋸殺人狂3D
《德州電鋸殺人狂3D》（英語：Texas Chainsaw 3D）是一部於2013年上映的美國恐怖電影，由約翰·盧森霍普執導，由亞當·瑪卡斯、黛布·莎莉文與卡斯頓·安幕斯共同撰寫劇本，以及故事由史蒂芬·薩斯科、瑪卡斯與莎莉文提供。這是「德州電鋸殺人狂系列」的第七部，並以3D化呈現。這部電影是1974年《德州電鋸殺人狂》（第一部）的直接續集（劇情無關第二、三、四部與重啟作）。故事敘述以女主角海瑟為中心，某天收到一封來自德州關於祖母過世的信件，內容是祖母過世的遺產要由她來繼承，隨後和她的朋友們一起去德州旅行，發現這個龐大的遺產，並且也發現了自己的真實身分。電影拍攝於2011年7月的夏天，並於2013年1月4日正式發行。
發行後，電影收到了原作電影評論家和粉絲的負面評價，然而，它在票房表現良好，以1510萬美元的預算在全球獲得了4720萬美元的票房。
電影由亞歷珊卓·妲妲里奧、丹·耶格爾、崔·頌、塔妮雅·雷蒙德、史考特·伊斯威特、湯姆·貝瑞、保羅·雷、比爾·莫斯利、岡納·韓森、瑪莉蓮·柏恩絲主演，韓森與柏恩絲曾在1974年演出過《德州電鋸殺人狂》，本片也是韓森與柏恩絲過世前拍攝的最後一部電影。

## 劇情
「德州電鋸屠殺案」事件後，「索耶家族」農舍獲通報後，警方與鎮長和帶領的群眾們一同抵達，並要求交出電鋸狂魔「皮臉」，由於鎮長一夥們拒絕聽從警方的勸言並以「一命還一命」的誓言將索耶家族全體趕盡殺絕，只留下一名女嬰被帶走，而電鋸狂魔「皮臉」也下落不明。十幾年後女嬰長大成人名為海瑟，在某天收到祖母過世的信件，並且要由她來繼承遺產，海瑟並與朋友們一同抵達德州紐特鎮，但是卻沒想到在那裡等待的卻是令人聞之喪膽的電鋸狂魔...。

## 演員
| 演員                 | 角色                         | 附註 |
| 亞歷珊卓·妲妲里奧    | 海瑟·米勒 Heather Miller     | 本作女主角，收到祖母過世的信件後，繼承龐大的遺產，並與男友和朋友們一同去德州旅行。後期才發現原來自己也是索耶家族的一員同時也是最後的血脈。                                |
| 丹·耶格爾            | 「皮臉」 Leatherface         | 於十幾年前「索耶家族大屠殺」事件倖存下來的唯二生還者，是位令人聞之喪膽帶給德州恐懼的電鋸殺人狂。信件內的內文提到真實姓名為：傑德戴爾·索耶。                               |
| 崔·頌                | 雷恩 Ryan                    | 海瑟的男友。陪伴海瑟一同前往德州旅行。 |
| 史考特·伊斯威特      | 卡爾·哈特曼 Carl Hartman     | 鎮上的代表人兼副警長，伯特的兒子。 |
| 塔妮雅·雷蒙德        | 妮基 Nikki                   | 海瑟最好的朋友，雷恩的前女友。 |
| 肖恩·西珀斯          | 戴爾 Darryl                  | 搭乘希瑟和她的朋友們便車的陌生人。實際上戴爾私下知道的事情非常的多，包括德州這棟宅邸價值的秘密。                                                                          |
| 克拉姆·馬立基-桑切斯 | 肯尼 Kenny                   | 雷恩的朋友，似乎對料理方面非常擅長。 |
| 湯姆·貝瑞            | 警長胡珀 Sheriff Hooper      | 小鎮警長。於十幾年前「索耶家族大屠殺」事件進行交涉的警官，勸阻鎮長伯特與帶領的群眾不要攻擊索耶家族農舍，但鎮長伯特不予理會則下令攻擊。                                    |
| 保羅·雷              | 伯特·哈特曼 Burt Hartman     | 鎮長與卡爾的父親。於十幾前自稱維護正義與群眾們一同下令攻擊索耶家族農舍，導致索耶家族幾乎滅亡。                                                                            |
| 理查德·瑞利          | 法蘭斯沃斯 Farnsworth        | 索耶家族的律師。告訴海瑟她的身分與她原本家族的事情。 |
| 比爾·莫斯利          | 德雷頓·索耶 Drayton Sawyer   | 比爾·莫斯利代替吉姆·席道飾演德雷頓·索耶，席道曾於1974年與1986年續集飾演該角，但他於2003年去世。導演盧森霍普會選擇莫里斯是因為認為他可以帶給席道一樣的「精華」飾演德雷頓。 |
| 瑪莉蓮·柏恩絲        | 薇娜·卡森 Verna Carson       | 海瑟的祖母。臨終前將遺產信件完成並寄給海瑟的寄養家庭。 |
| 瑪莉蓮·柏恩絲        | 莎莉·哈狄絲蒂 Sally Hardesty | 檔案片段。1974年電影的女主角，逃脫殺人狂農舍後向警方報案說明發生的遭遇。                                                                                                  |
| 約翰·杜根            | 祖父索耶 Grandfather Sawyer  | 索耶家最年長的長輩。杜根從1974年電影中重新扮演「爺爺」的角色。 |
| 岡納·韓森            | 索耶家族領導 Boss Sawyer     | 索耶家族領導人，與警方交涉時遭到鎮長伯特和帶領的群眾射殺而死。 |
| 大衛·伯恩            | 蓋文·米勒 Gavin Miller       | 海瑟的養父。於十幾年前「索耶家族大屠殺」事件救走嬰兒時的海瑟，並將臨終前的海瑟母親殺死。                                                                                  |
| 蘇·蘿克              | 阿琳·米勒 Arlene Miller      | 海瑟的養母。和丈夫加文一起收養嬰兒時的海瑟。 |

## 發展
2007年1月，白金沙丘公司高管布萊德利·富勒和安德魯·富門表示，該公司將不會重啟《德州電鋸殺人狂系列》製作第三部電影。2009年10月，Twisted Pictures和獅門影視公司正在試圖購買該專營權，Twisted Pictures與獅門影視公司共同分銷。根據綜藝作家邁克爾·弗萊明表示，這個計劃是一部3D化當代電影，與史蒂芬·薩斯科將提供故事概念。該合約的持有人鮑勃·庫恩和金·漢高爾承認這將會出席多部該系列電影。2011年5月，獅門宣布將與Nu Image合作製作新的德州電鋸殺人狂，而約翰·盧森霍普將會指導這部電影。米佐萬將作為監製，製作將於2011年6月開始生產。米佐萬還宣布，這個故事會讓陶比·胡柏的原版電影做「完結」。亞當·瑪卡斯和黛布·莎莉文將共同撰寫劇本，而卡斯頓·安幕斯和盧森霍普為劇本與腳本處理。Twisted Pictures和Nu Image都沒有在完成的電影上獲得信譽，但在發布之前必須重新修改電影，因為在初次提交給美國電影協會（MPAA）期間因為過多的血腥而獲得了「NC-17」等級。

## 評價

### 專業評價
根據爛番茄共有的75條評論，本作獲得了平均19％的整體評估，平均評級為3.4/10。普遍的共識是，這部電影正在試圖將殺人狂「皮臉」變成「恐怖反英雄」的大膽舉動，但最終只不過是醜陋和憤世嫉俗的「嘗試」。在Metacritic上，電影獲得了100分中的31分，基於17條評論表示「整體上不利的評論」。IGN編輯埃里克·高德曼（Eric Goldman）寫道：「幾個有趣的3D輔助躍升恐懼，德州電鋸殺人狂3D是一個可笑的嘗試遵循原作的方式。」在影院評分上電影獲得了「C +」，63％的電影觀眾不到25歲。

### 票房
在開幕之夜，《德州電鋸殺人狂3D》獲得第一名，在北美票房賺取大約1000萬美元。這部電影最終在整個週末獲得了第一名，賺取了2100萬美元。截至2013年3月，這部電影已經在全球內賺取了3900萬美元。

### 家庭媒體
2013年5月14日，這部電影發行DVD與藍光/藍光3D，其中包括UltraViolet與Digital copy媒體服務以及多個評論和功能、備份和預告片。

## 商品
2015年3月，Hollywood Collectibles發布了一款20英寸「皮臉」（Leatherface）人物，基於丹·耶格爾的描繪角色形象。

## 前傳
於2017年上映的第八部德州電鋸殺人狂系列電影，為德州電鋸殺人狂的前傳故事。

## 備註
1. ↑  比爾·莫斯利曾於1986年續集《德州電鋸殺人狂2》飾演 殺人狂家族成員「劈頭」（Chop Top）。
2. ↑  韓森曾於1974年《德州電鋸殺人狂》飾演 殺人狂家族成員 電鋸狂魔「皮臉」。[5][8]

## 外部連結
- 互联网电影数据库（IMDb）上《Texas Chainsaw 3D》的资料（英文）
- AllMovie上《Texas Chainsaw》的资料（英文）
- 爛番茄上《Texas Chainsaw》的資料（英文）
- Box Office Mojo上《Texas Chainsaw 3D》的資料（英文）